# Giuseppe Ursino
Giuseppe Ursino, detto Beppe (Roccella Ionica, 30 giugno 1949), è un dirigente sportivo italiano.

## Carriera

### Crotone
Dal 1995 al 2022 è stato il direttore sportivo del Crotone. Grazie anche al contributo di Ursino, negli ultimi anni i calabresi hanno raggiunto numerosi successi, arrivando a centrare le storiche promozioni in Serie A nel 2016 e nel 2020, oltre al raggiungimento della salvezza nella massima serie italiana nel 2017, per un totale di 3 anni di A.
Dopo la fine della stagione sportiva 2021-2022, che vede i pitagorici retrocedere in Serie C, viene annunciato il suo addio alla società, dopo 27 anni di storia.
Nel corso della sua esperienza ha scoperto talenti d'importante rilievo come Danilo Cataldi, Federico Bernardeschi, Alessandro Florenzi, Diego Falcinelli, "Simy" Nwankwo (realizzatore di 20 gol in Serie A nella stagione 2020-2021), Junior Messias e moltissimi altri.

### Cosenza
L'11 giugno 2024 viene ufficializzata la nomina di Ursino a direttore generale del Cosenza, rimanendo in carica fino al successivo 24 dicembre, quando si dimette per motivi di salute.